# Indo-europeus
Os indo-europeus são um conjunto de povos ou um suposto grupo étnico da Europa e da Ásia que falam línguas indo-europeias.

## Definição
O termo indo-europeus pode aplicar-se a:
- os proto-indo-europeus, falantes de uma língua proto-indo-europeia.
- Falantes de línguas indo-europeias da Idade do Bronze (3º a 2º milénio a.C.) que ainda não se tinham separado em famílias diferentes, nomeadamente os dialectos Centum e Satem (falantes de línguas precedentes do proto-indo-iraniano, proto-grego, proto-itálico, proto-celta, proto-germânico, proto-balto-eslavo, etc).

Normalmente o termo não se refere a falantes de línguas indo-europeias em tempos históricos, embora isso possa acontecer; os linguistas usualmente designam estes especificamente como anatólios, tocarianos, arianos (iranianos, indo-arianos), gregos, samnitas, celtas, itálicos, germânicos, bálticos, eslávicos, arménios, albaneses (ou subdivisões destes grupos).
É de notar que a classificação como indo-europeu refere-se a matérias linguísticas, assim como a etnias e culturas.
Na atualidade as línguas indo-europeias são as línguas mais faladas do mundo, sendo que das onze línguas com maior número de falantes, oito são indo-europeias: espanhol, inglês, hindi, português, bengali, russo, punjabi e alemão. Os povos da Europa, América, Oceania e entre alguns na Ásia como India e Irão têm origens indo-europeias.
Três estudos genéticos recentes, de 2015, deram apoio à teoria de Marija Gimbutas de que a difusão das línguas indo-europeias teria se dado a partir das estepes russas (hipótese Kurgan). De acordo com esses estudos, o Haplogrupo R1b (ADN-Y) e o Haplogrupo R1a (ADN-Y) - hoje os mais comuns na Europa e sendo o R1a frequente também no subcontinente indiano - teriam se difundido, a partir das estepes russas, junto com as línguas indo-europeias; tendo sido detectado, também, um componente autossômico presente nos europeus de hoje que não era presente nos europeus do Neolítico, e que teria sido introduzido a partir das estepes, junto com as linhagens paternas (haplogrupo paterno) R1b e R1a, assim como com as línguas indo-europeias.
Assim como Marija Gimbutas, David Anthony associa a domesticação do cavalo a essa expansão.